# 高根白山神社 (下田市)
高根白山神社（たかねはくさんじんじゃ）は、静岡県下田市落合にある神社。地名を冠して落合高根白山神社（おちあいたかねはくさんじんじゃ）と称されたり、単に高根神社（たかねじんじゃ）と称されることもある。

## 概要
下田市の北西、稲梓駅の南東脇の高台に鎮座している。
2月11日の例大祭で行われる、無病息災・五穀豊穣を願って弓矢を射る伝統行事「鬼射（おびしゃ）」は、市の無形民俗文化財に指定されている。

## 祭神
- 白山姫神